# Kawasaki Ki-64
El Kawasaki Ki-64 (川崎 キ 64?) fue un avión de combate monoplano de ala baja monomotor desarrollado por la compañía japonesa Kawasaki Kōkūki Kōgyō, división aeronáutica de Kawasaki Heavy Industries, en la primera mitad de la década de 1940. Tenía dos características de diseño inusuales. Primero; tenía dos motores Kawasaki Ha-40 en tándem; uno en el morro del avión, el otro detrás de la cabina, ambos conectados por un eje de transmisión. Esta combinación (llamada Kawasaki Ha-201) impulsaba dos hélices contrarrotantes de tres palas. La segunda característica fue el uso de la superficie del ala como radiador para los motores refrigerados por agua.
El avión voló por primera vez en diciembre de 1943. Durante el quinto vuelo, el motor trasero se incendió; y mientras la aeronave realizaba un aterrizaje de emergencia, resultó dañada. Posteriormente, el avión fue abandonado a mediados de 1944 en favor de proyectos más prometedores. El fuselaje sobrevivió a la guerra y partes del exclusivo sistema de refrigeración se enviaron a las instalaciones militares estadounidenses de Wright Field para su examen.

## Desarrollo del proyecto
El Kawasaki Ki-64 nació de una idea del ingeniero Takeo Doi quien, después de haber dirigido ya el diseño del Ki-61, había desarrollado una serie de conceptos poco ortodoxos que esperaba pudieran ser aplicados a un avión de nueva construcción.
Inicialmente, el ejército imperial japonés no dio su aprobación al desarrollo del proyecto, aunque cambio de opinión en octubre de 1940, tras la prohibición de una solicitud de un avión de combate capaz de alcanzar la cuota operativa de 5000 m en 5 minutos y ser capaz de operar a una velocidad máxima de al menos 700 km/h.
El nuevo proyecto de Doi se refería a un avión propulsado por un grupo motorizado que constaba de dos motores Kawasaki Ha-40 —copia fabricada con licencia del Daimler-Benz DB 601— dispuestos uno delante y otro detrás de la cabina del avión; los motores accionaban un par de hélices de tres palas contrarrotantes: el motor trasero actuaba sobre la hélice delantera (la única de paso variable) y viceversa.
Otra peculiaridad de la aeronave era el sistema de refrigeración. Cada ala contenía un depósito de agua cuya temperatura estaba regulada por la propia superficie del ala: cuando el agua alcanzaba la temperatura de evaporación, se bombeaba al depósito del ala donde, cediendo su calor al ala, se condensaba para volver a la circulación y repetir su propia trabajo de refrigeración del motor. También en este caso el sistema estaba dividido: el ala izquierda servía para el sistema del motor delantero, la derecha para el motor trasero.
La particular configuración del sistema de refrigeración permitía mantener líneas aerodinámicas «limpias» ya que el fuselaje de la aeronave carecía de tomas de aire. Por otro lado, las alas con perfil de flujo laminar no podían ser utilizadas para albergar tanques de combustible, por lo que estos estaban situados en el cuerpo del fuselaje (el principal frente a la cabina) con una capacidad de poco más de 300 l, esta configuración tenía repercusiones negativas en los valores de la autonomía operativa del Ki-64.
Para probar el correcto funcionamiento del sistema de refrigeración, se modificó especialmente un ejemplar de Ki-61, sometido a pruebas que, iniciadas en octubre de 1942, se prolongaron hasta los últimos meses de 1943; por lo tanto, la construcción de Ki-64 se retrasó y se completó solo una vez que se terminó la experimentación. El primer vuelo del nuevo avión también se completó en diciembre.

## Uso operativo
Las pruebas de vuelo del Ki-64 dieron resultados alentadores y los primeros cuatro vuelos terminaron sin contratiempos; en cambio, el quinto vuelo fue interrumpido por un incendio en el motor trasero. El piloto logró aterrizar la aeronave y extinguir las llamas; el motor se devolvió a los talleres del fabricante para las reparaciones necesarias mientras que la aeronave se llevó a las plantas de Gifu a la espera de la unidad de propulsión. Mientras tanto, se pensó en crear una versión más potente de los motores para dar vida a la versión Ki-64-Kai de la aeronave, sin embargo, incluso los trabajos de reparación del prototipo dañado avanzaban muy lentamente debido a las numerosas urgencias en las que la industria japonesas estaba comprometida.
Finalmente, el proyecto Ki-64 se abandonó y tanto el motor como la celda del avión fueron recuperados por el ejército estadounidense al final de la Segunda Guerra Mundial. El motor fue empacado y enviado a la Base Técnica de las Fuerzas Aéreas del Ejército, cerca de Riverside, para su examen.

## Operadores
Japón
- Servicio Aéreo del Ejército Imperial Japonés, exclusivamente en las pruebas de evaluación.

## Especificaciones
Referencia datos: 'Warplanes of the Second World War, Volume Three: Fighters; WW2 Aircraft Fact Files: Japanese Army Fighters, Part 1; Japanese Aircraft of the Pacific War

### Características generales
- Tripulación: Uno (piloto)
- Longitud: 11 m
- Envergadura: 13,5 m
- Altura: 4,25 m
- Superficie alar: 28 m2
- Peso vacío: 4050 kg
- Peso máximo al despegue: 5100 kg
- Planta motriz: 1× pistón invertido refrigerado por líquido motor V12 Kawasaki Ha-201.
  - Potencia: 1750 kW (2413 HP; 2380 CV)
- Hélices: 1× Tripala de velocidad constante por motor.

### Rendimiento
- Velocidad nunca excedida (Vne): 690 km/h 5000 m
- Alcance: 1000 km (540 nmi; 621 mi)
- Techo de vuelo: 12 000 m
- Régimen de ascenso: 5,5 minutos hasta 5000 m
- Carga alar: 182,1
- Potencia/peso: 2,91 kg/kW (2,17 kg/hp; 4,78 lb/hp)

### Armamento
- Cañones: 4× Cañón Ho-5 de 22 mm o 2 × Ho-5 y 2 × Ametralladora Ho-103 de 12,7 mm en las alas

## Aeronaves relacionadas

### Aeronaves similares
- Kawasaki Ki-61

### Secuencias de designación
- Secuencia Ki-_ (interna de Kawasaki): ← Ki-38 - Ki-45 -Ki-48 - Ki-56 -  Ki-60 - Ki-61 - Ki-64 →
- Secuencia Numérica del IJAAS: ← Ki-53 - Ki-54 - Ki-55 - Ki-56 - Ki-57 - Ki-58 - Ki-59 →